# Quân khu 7-stadion
Quân khu 7-stadion (Vietnamees: Sân vận động Quân khu 7, Nederlands: Militaire zone 7-stadion) is een stadion in ward 9, wat een onderdeel is van Phú Nhuận. Phú Nhuận is een van de districten van de Vietnamese gemeente Ho Chi Minhstad.
Het stadion ligt in het noordoosten van de stad Ho Chi Minhstad, vlak bij de internationale luchthaven Tân Sơn Nhất, en werd begin 21e eeuw flink gerenoveerd. Hierna had het stadion een capaciteit van 25.000 toeschouwers, waarmee het een van de grootste stadions van Ho Chi Minhstad was geworden.